# São Pedro do Suaçuí
São Pedro do Suaçuí est une municipalité brésilienne de l'État du Minas Gerais et la microrégion de Peçanha.